# Olivér Várhelyi
Olivér Várhelyi (ur. 22 marca 1972 w Segedynie) – węgierski dyplomata, prawnik i urzędnik państwowy, ambasador Węgier przy Unii Europejskiej, od 2019 członek Komisji Europejskiej.

## Życiorys
W 1994 uzyskał magisterium z prawa europejskiego na Uniwersytecie w Aalborgu, a w 1996 ukończył studia prawnicze na Uniwersytecie Segedyńskim. W 2005 zdał państwowy prawniczy egzamin zawodowy. W 1995 podjął pracę w resorcie przemysłu i handlu, w 1996 przeszedł do ministerstwa spraw zagranicznych. Od 2001 pracował w misji przy Unii Europejskiej. W latach 2003–2006 kierował działem prawnym w stałym przedstawicielstwie Węgier przy UE. Następnie do 2008 zajmował stanowisko dyrektora departamentu prawa Unii Europejskiej w resorcie sprawiedliwości. W latach 2008–2011 był szefem jednostki zajmującej się prawem własności przemysłowej w administracji Komisji Europejskiej. W 2011 powrócił do stałego przedstawicielstwa Węgier w Brukseli jako zastępca ambasadora. W 2015 stanął na czele tej placówki w randze ambasadora nadzwyczajnego i pełnomocnego.
W 2019 został węgierskim kandydatem do nowej Komisji Europejskiej; zgłoszono go, gdy dostatecznego poparcia nie uzyskał początkowo wysunięty na tę funkcję László Trócsányi. Kadencję w nowej Komisji Europejskiej kierowanej przez Ursulę von der Leyen rozpoczął 1 grudnia tegoż roku, powierzono mu stanowisko komisarza do spraw sąsiedztwa i rozszerzenia. W 2024 wszedł w skład nowo utworzonej drugiej KE dotychczasowej przewodniczącej (z kadencją od 1 grudnia tegoż roku) jako komisarz do spraw zdrowia i dobrostanu zwierząt.